# Same Spirits, New Forms
«Same Spirits, New Forms» —en español: «Mismos espíritus, nuevas formas»— es el primer episodio de la tercera temporada de la serie de televisión de antología y comedia dramática estadounidense The White Lotus. Es el episodio número 14 de la serie y fue escrito y dirigido por el creador de la serie Mike White. Se emitió originalmente en HBO el 16 de febrero de 2025, y también se estrenó el mismo día en Max.
La serie sigue a los huéspedes y empleados de la ficticia cadena de resorts White Lotus. La temporada está ambientada en Tailandia, y sigue a los nuevos huéspedes, que incluyen a Rick Hatchett y su joven novia Chelsea; Timothy Ratliff, su esposa Victoria, y sus hijos Saxon, Piper, y Lochlan; Jaclyn Lemon y sus amigas Kate y Laurie; y la empleada de White Lotus Hawaii, Belinda.
Según Nielsen Media Research, el episodio fue visto por 0.420 millones de telespectadores y obtuvo una cuota de audiencia de 0.09 entre los adultos de 18 a 49 años. El episodio recibió críticas positivas de los críticos, que alabaron las actuaciones y la fotografía del episodio, aunque hubo reacciones mixtas hacia el ritmo del episodio.

## Argumento
En el complejo turístico White Lotus de Tailandia, la empleada Amrita (Shalini Peiris) conoce a un nuevo huésped, Zion (Nicholas Duvernay). Ella comienza a guiarle en la meditación cuando, de repente, se oyen disparos cerca y ven a los huéspedes del hotel huyendo. Amrita huye y Zion, preocupado por su madre, salta a un lago cercano para ponerse a cubierto e intentar alcanzarla. Ve una estatua de Buda y le reza a Jesús por su seguridad y la de su madre, después maldice a la estatua de Buda. Al ver un cuerpo flotando cerca de él, retrocede conmocionado al oírse las sirenas de la policía.
Una semana antes, Sritala Hollinger (Lek Patravadi), copropietaria del complejo, Fabian (Christian Friedel), director general, y Mook (Lalisa Manobal), tutora de salud, dan la bienvenida a los nuevos huéspedes. Entre ellos se encuentran el malhumorado Rick Hatchett (Walton Goggins) y su novia más joven Chelsea (Aimee Lou Wood); el financiero Timothy Ratliff (Jason Isaacs), su esposa Victoria (Parker Posey), y sus hijos Saxon (Patrick Schwarzenegger), Piper (Sarah Catherine Hook), y Lochlan (Sam Nivola); la estrella de televisión Jaclyn Lemon (Michelle Monaghan) y sus amigas Kate (Leslie Bibb) y Laurie (Carrie Coon); y Belinda (Natasha Rothwell), gerente del complejo turístico White Lotus en Hawai, que comienza un programa de intercambio de trabajo de tres meses.
El empleado Pornchai (Dom Hetrakul) presenta a Belinda una casa de los espíritus dedicada a Brahma, explicándole que hacen ofrendas debido a su creencia de que los espíritus caminan entre ellos. Los Ratliff, que han venido a Tailandia porque Piper está trabajando en una tesis universitaria sobre el budismo, se sorprenden al saber que no hay WiFi en el resort y se alarman por el intenso enfoque en la salud y el bienestar, que incluye la prohibición de teléfonos móviles en espacios públicos. En la piscina, Saxon intenta coquetearle sin éxito a Chelsea y Jaclyn. Piper planea entrevistar a un monje cercano para su tesis de último año, pero termina por no asistir al monasterio, pues siente que no está preparada. Mientras Chelsea quiere hacer actividades de tratamiento, Rick se muestra muy reacio, más interesado en el marido americano de Hollinger, Jim, de quien se entera de que está en Bangkok recuperándose de una reciente enfermedad.
Esa noche, Timothy recibe la llamada de un periodista de Wall Street Journal, que se interesa por un fondo que creó con su socio Kenneth Nguyen y por los vínculos de éste con el gobierno de Brunei. A pesar de afirmar no haber contactado con Nguyen en cuatro años, Timothy le deja un mensaje telefónico pidiéndole que lo llame.
Tras discutir con Rick, Chelsea va al bar, donde entabla una amistad con Chloe (Charlotte Le Bon), una modelo que vive cerca. Chloe señala a su novio, Greg (Jon Gries), el viudo de Tanya McQuoid, que está sentado solo en una mesa. Jaclyn, Kate y Laurie comparten vino blanco mientras discuten sobre lo felices, exitosas y guapas que son, pero hay matices pasivo-agresivas en su conversación. Después de una noche juntas, Laurie se va a la cama y observa con tristeza que Jaclyn y Kate tienen una amistad más fácil y cercana entre ellas.
Saxon y Lochlan comparten un dormitorio en la villa de su familia, y Saxon especula que su hermana sigue siendo virgen a pesar de ser muy atractiva. Promete ayudar a Lochlan a perder su virginidad y le pregunta qué tipo de pornografía prefiere, y luego anuncia que va al baño a masturbarse. Se queda desnudo a la vista de su hermano pequeño, mirando pornografía, antes de cerrar la puerta.
Timothy y Victoria hablan de su matrimonio y su familia, y Victoria se muestra orgullosa de los logros de su esposo, pero no hay mucho calor humano entre ellos.

## Producción

### Desarrollo
El episodio fue escrito y dirigido por el creador de la serie Mike White. Este fue el decimocuarto crédito de White como guionista y director de la serie.

### Escritura
Sobre la escena inicial, Michelle Monaghan dijo: «Hay una dualidad entre la luz y la oscuridad, que ves y sabes inmediatamente desde esa primera escena. Queda claro de inmediato a qué nos enfrentamos: hay una espiritualidad aquí, en la tercera temporada, y se empieza a ver algo de cómo está representada».

### Reparto
Natasha Rothwell regresa al elenco principal tras su aparición en la primera temporada. Dijo que se mantuvo en contacto con White y ambos trabajaron en la forma de traer de vuelta a su personaje: «Tuvimos algunas conversaciones increíbles sobre dónde está y hacia dónde la vemos ir. Es un regalo poder volver a poner al personaje y tenerlo al timón del barco». También comentó el papel de Belinda en el regreso de Greg: «Creo que una vez que junta las piezas del rompecabezas, teme de verdad por su vida, porque sabe de lo que él es capaz. Ya no se trata de Tanya. Se trata de su hijo y de que ella se mantenga a salvo y no se vea mezclada en lo que sea que él esté tramando». Varios críticos expresaron su sorpresa por el regreso de Jon Gries como Greg, ya que no había sido anunciado como miembro del elenco antes de la emisión.
El episodio cuenta con cameos de Natalie Cole y Carl Boudreaux, que compitió junto a White en Survivor: David vs. Goliath.

## Recepción

### Audiencia
En su emisión original en Estados Unidos, «Same Spirits, New Forms» fue visto por 0.420 millones de telespectadores, con un 0.09 en la franja demográfica 18-49. Esto supuso un descenso del 51% respecto al episodio anterior, que fue visto por 0.854 millones de espectadores en hogares con un 0.19 en la franja demográfica de 18-49.

### Respuesta de la crítica
«Same Spirits, New Forms» recibió críticas positivas de los críticos. En el sitio web de agregadores de reseñas Rotten Tomatoes, el 100% de las 9 reseñas de los críticos son positivas, con una calificación promedio de 7.7/10.
Manuel Betancourt, de The A.V. Club, le dio al episodio una «B+» y escribió: «"La identidad es una prisión". Sólo llevamos un episodio de la esperadísima tercera temporada de The White Lotus. Pero permítanme afirmar desde ya que esta frase de usar y tirar puede resultar ser la tesis central de la última incursión de Mike White en el mundo de los turistas adinerados y despistados que viajan lejos para intentar (y tal vez fracasar) encontrarse a sí mismos».
Alan Sepinwall de Rolling Stone escribió: «La primera temporada terminó sobre todo con angustia, o peor, para los empleados de Maui, mientras que a los personajes sicilianos de clase baja les fue sorprendentemente bien. El cadáver de la primera temporada trabajaba en el hotel, mientras que el de la segunda era Tanya. ¿Qué bando saldrá mejor parado de esta aventura? Las probabilidades de la serie, como en el mundo real, están muy a favor de los que tienen todo el dinero. Pero tenemos siete horas más para ver cómo se desarrolla todo, ahora que la mayoría de las figuras clave están establecidas». Proma Khosla, de IndieWire, le dio al episodio una «A-» y escribió: «Por ahora, todos comienzan su semana en el White Lotus felizmente inconscientes de los impactantes acontecimientos que se avecinan. La tragedia está a la vuelta de la esquina, pero para muchos de los personajes ya se está desarrollando de un modo demasiado familiar».
Amanda Whiting de Vulture le dio al episodio una calificación de 4 estrellas de 5 y escribió: «Mike White puebla sus complejos turísticos isleños con huéspedes ricos y poderosos que creen que ellos mismos forjan sus destinos. Es una concepción que no podría estar más reñida con los principios del budismo que rodean ahora a estos náufragos. Que el karma es real; que habrá una próxima vida en la que serás juzgado por ésta; que la identidad es una prisión. Que puedes esconderte más allá de los altos muros de un exclusivo resort en una pequeña isla al otro lado del mundo, pero que uno necesita comunidad para refugiarse de verdad». Erik Kain, de Forbes, escribió: «Basta con decir que me enganché desde el momento en que empezó el episodio y me mantuve absorto durante todo él. Claro, después de este momento de apertura no pasa mucho en realidad, y sin embargo la escritura y la producción son tan grandes, que no puedo dejar de aferrarme a cada palabra».
Noel Murray, de The New York Times, escribió: «Esta temporada, White se inclina aún más que de costumbre por su exótica ambientación, haciendo hincapié en los sonidos embriagadores e hipnóticos del viento y de los animales que se mueven entre los árboles meciéndose. Quiere que nos dejemos arrullar». Paul Dailly, de TV Fanatic, le dio al episodio una calificación de 3.25 estrellas de 5 y escribió: «Por desgracia, la magia que hizo que las dos primeras temporadas fueran tan icónicas ya no está presente, ya que el estreno presenta una gran cantidad de personajes y no suficiente trama».
Greg Braxton, de Los Angeles Times, escribió: «Voy a ser un poco aguafiestas. The White Lotus puso el listón muy alto en sus temporadas anteriores en todas las categorías: historia, reparto, dirección, guión. Mike White es realmente una fuerza de la naturaleza y su desarrollo de las diversas personalidades es tan preciso y perspicaz. Así que estoy un poco decepcionado de que este comienzo no me haya enganchado tanto. La combustión lenta es un poco demasiado lenta y poco cocinada. Pero puedo ser paciente, confiando en Mike y en el increíble elenco de que esta temporada acabará siendo gratificante». Ben Lindbergh, de The Ringer, escribió: «A pesar del comportamiento reprobable de los invitados y de los esfuerzos del programa por infundir una sensación de terror escalofriante, ver The White Lotus me sigue pareciendo una experiencia relajante. Hay que dar crédito al alivio cómico, a la pegadiza banda sonora y a la suntuosa cinematografía a cámara lenta, ya que White intercala destellos del esplendor natural de la isla con la fotografía submarina en la que se ha apoyado desde Enlightened. Claro, quizá esos ángulos pretendan transmitir lo cerca que están sus personajes de ahogarse, pero el agua también puede ser purificadora».